# Grupo Armado de Repressão a Roubos e Assaltos (Garra)
O Grupo Armado de Repressão a Roubos e Assaltos (GARRA), é um grupo especializado do Departamento de Operações Políciais Estratégicas (DOPE) da Polícia Civil do Estado de São Paulo. Importante ressaltar que não há redundância entre roubo e assalto na antiga denominação do grupo, visto que, na época de sua criação existia o crime de roubo, previsto no código penal e o crime de assalto, previsto na lei de segurança nacional.

## História

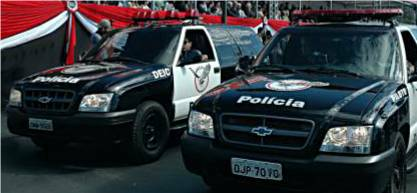
Viaturas do GARRA

Foi criado em 1976, pelo Dr. Jorge Miguel, com a extinção da RUDI (Rondas Unificadas do Departamento de Investigações), na estrutura organizacional do Departamento Estadual de Investigações Criminais (antiga denominação do DEIC). Recebeu como atribuição a imediata perseguição, além de atuar na prevenção de crimes.
Hoje, o GARRA possui 5 grupos subdivididos em plantões, cada qual contando com oito equipes, supervisionadas por um Delegado de Polícia, cobrindo toda a região da capital, podendo estender-se para outros municípios do Estado, conforme entendimento do Delegado de Policia Diretor do Departamento.
Além dos 5 grupos de viaturas e respectivas guarnições, o GARRA já contou, também, com dois grupos especiais de motociclistas policiais que compõem o Grupo Especial de Motocicletas - GEM, que davam mais agilidade no atendimento de ocorrências, sendo utilizado também em escoltas de dignitários e autoridades nacionais e estrangeiras. Grupo este, extinto.
Existem projeções do GARRA sediadas em outras cidades, tal como o GARRA de Santo André, de São Bernardo, de Diadema, de Osasco e de Taboão da Serra, subordinadas ao Demacro - Departamento de Polícia Judiciária da Macro São Paulo, e no interior, como o GARRA de Campinas, que em linhas gerais, seguem a mesma doutrina, aplicada às suas realidades.
Em 27 de agosto de 1991, a Polícia Civil de São José dos Campos inaugura seu grupo GARRA.